# Laguna de Busa
Laguna de Busa är en sjö i Ecuador.   Den ligger i kantonen Cantón San Fernando och provinsen Azuay, i den sydvästra delen av landet, 300 km söder om huvudstaden Quito. Laguna de Busa ligger 2 818 meter över havet. Omgivningarna runt Laguna de Busa är huvudsakligen savann.